# Église Sainte-Odile de Lapoutroie
L'église Sainte-Odile est un monument historique situé à Lapoutroie, dans le département français du Haut-Rhin.

## Localisation
Ce bâtiment est situé rue de l'Abbé-Simon à Lapoutroie.

## Historique
L'édifice fait l'objet d'une inscription au titre des monuments historiques depuis 1992.

## Architecture

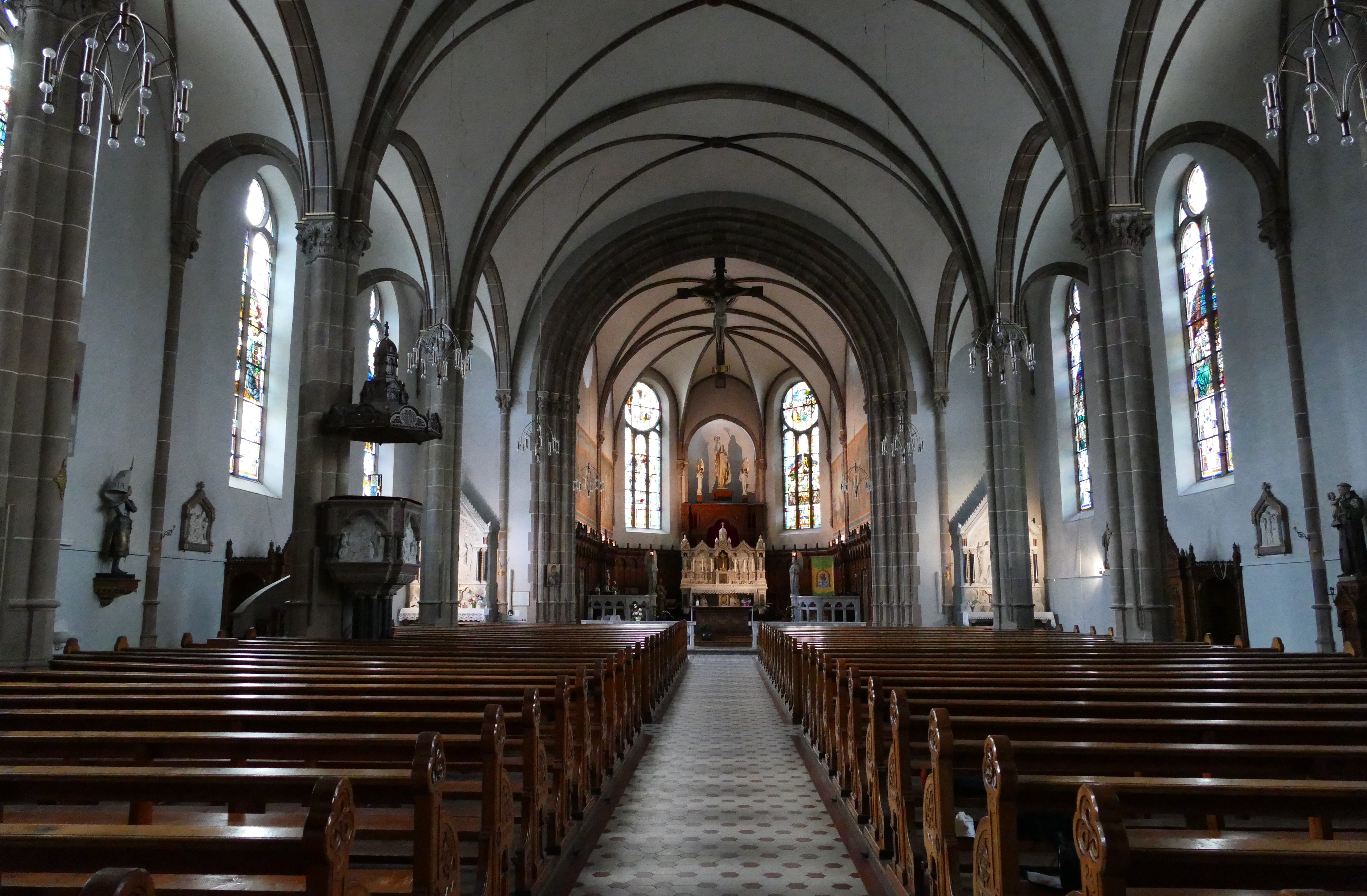
Vue intérieure de la nef vers le chœur.
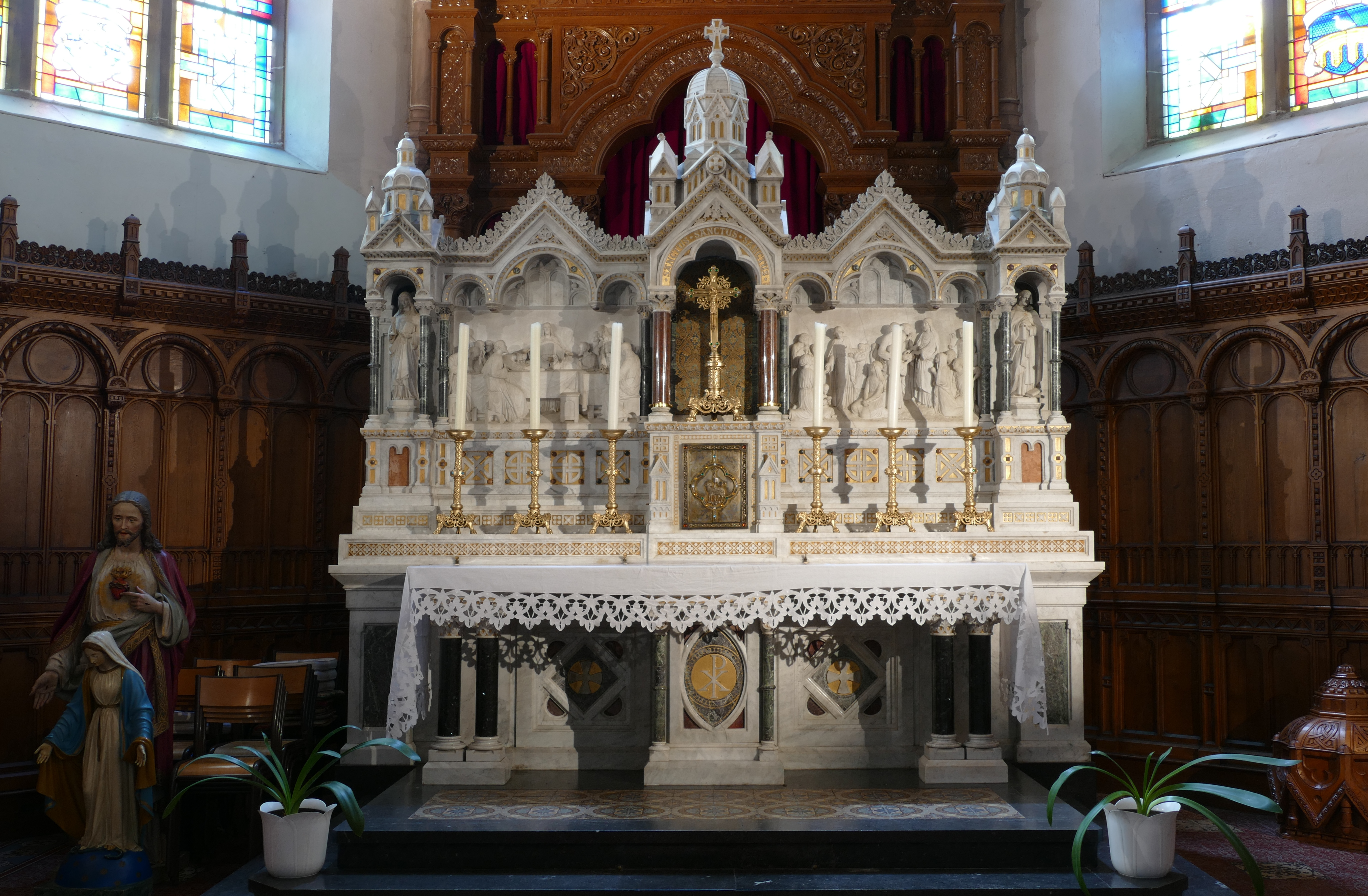
Maître-autel et tabernacle
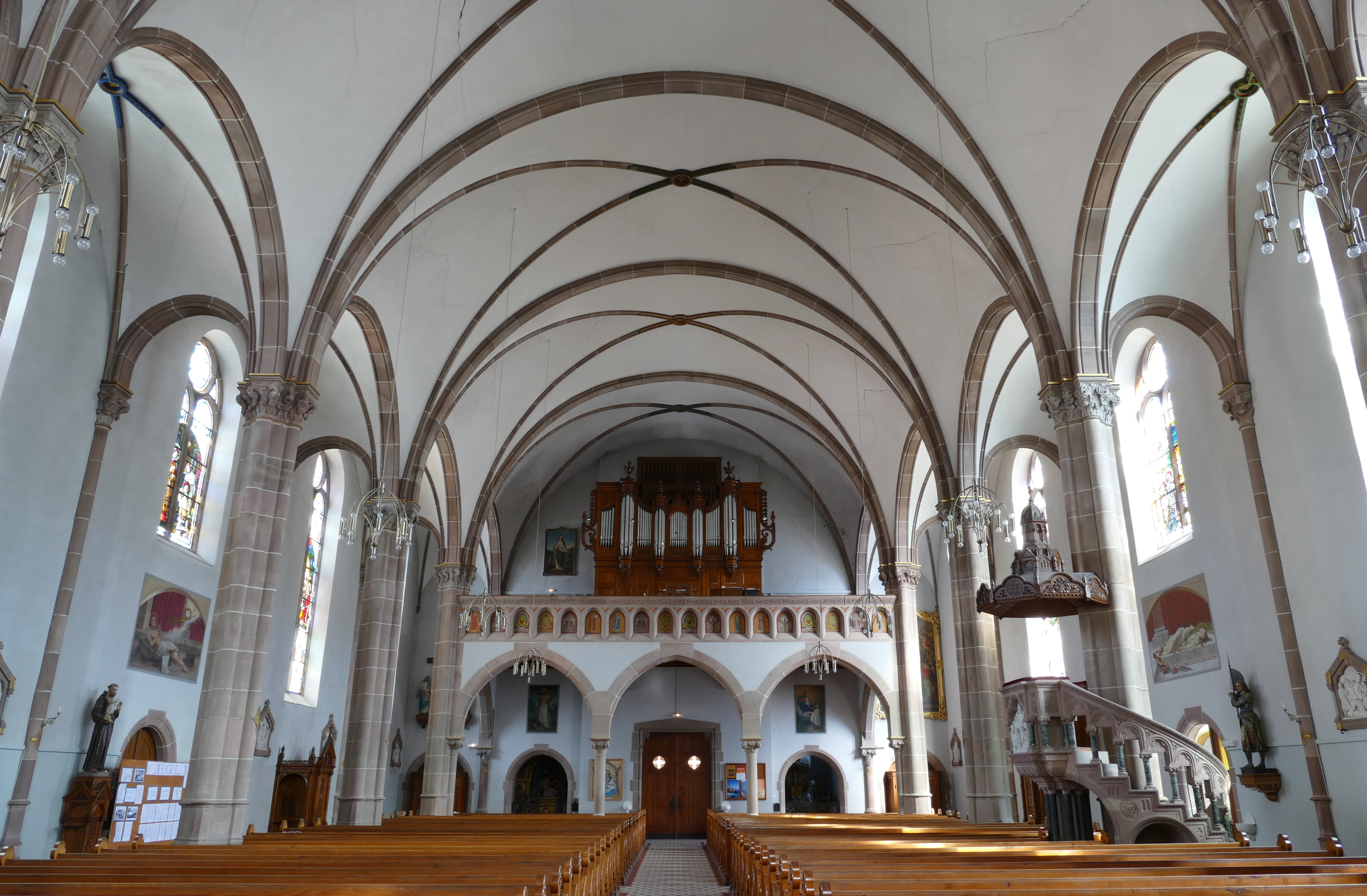
Vue intérieure de la nef vers l'orgue de tribune.
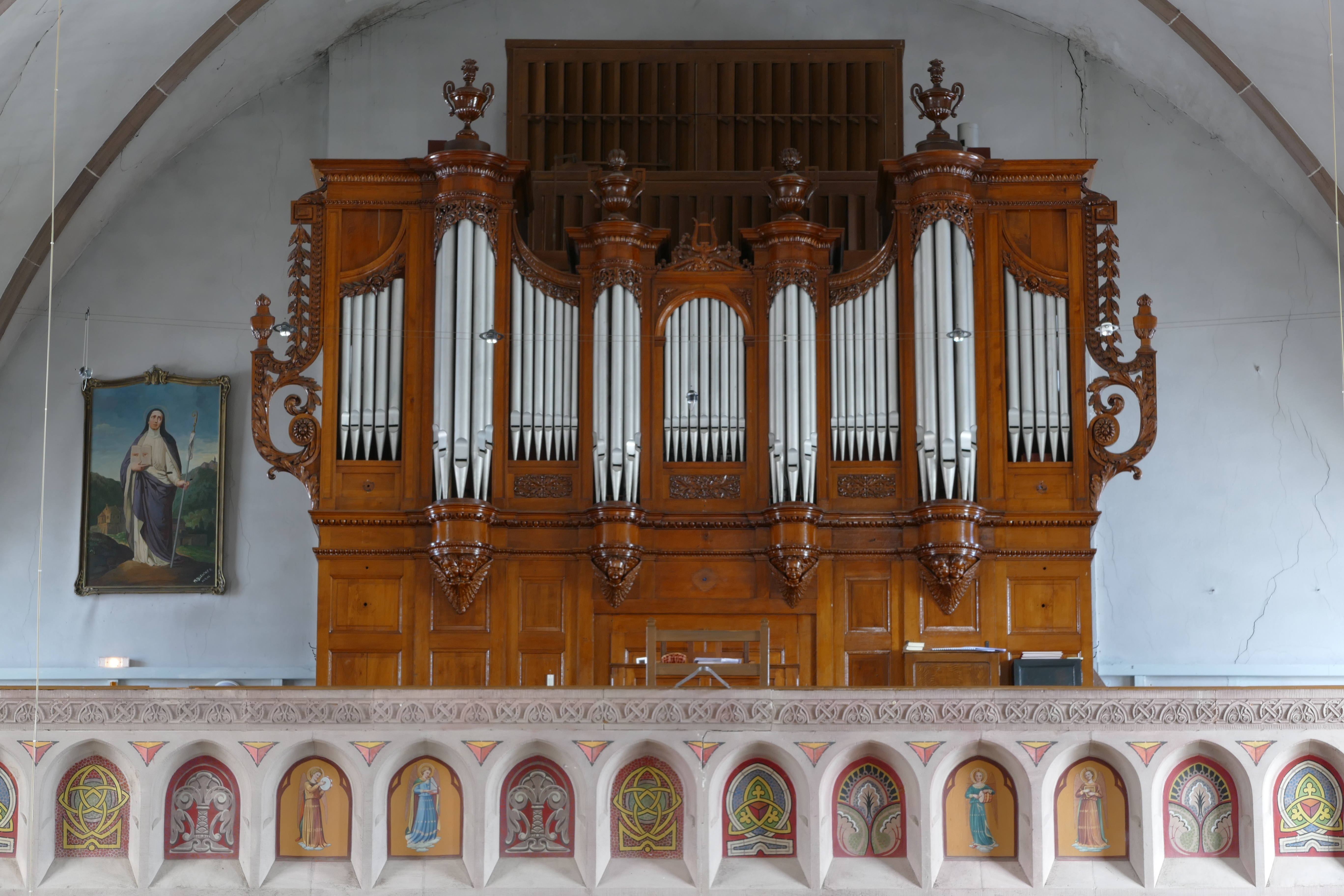
L'orgue.
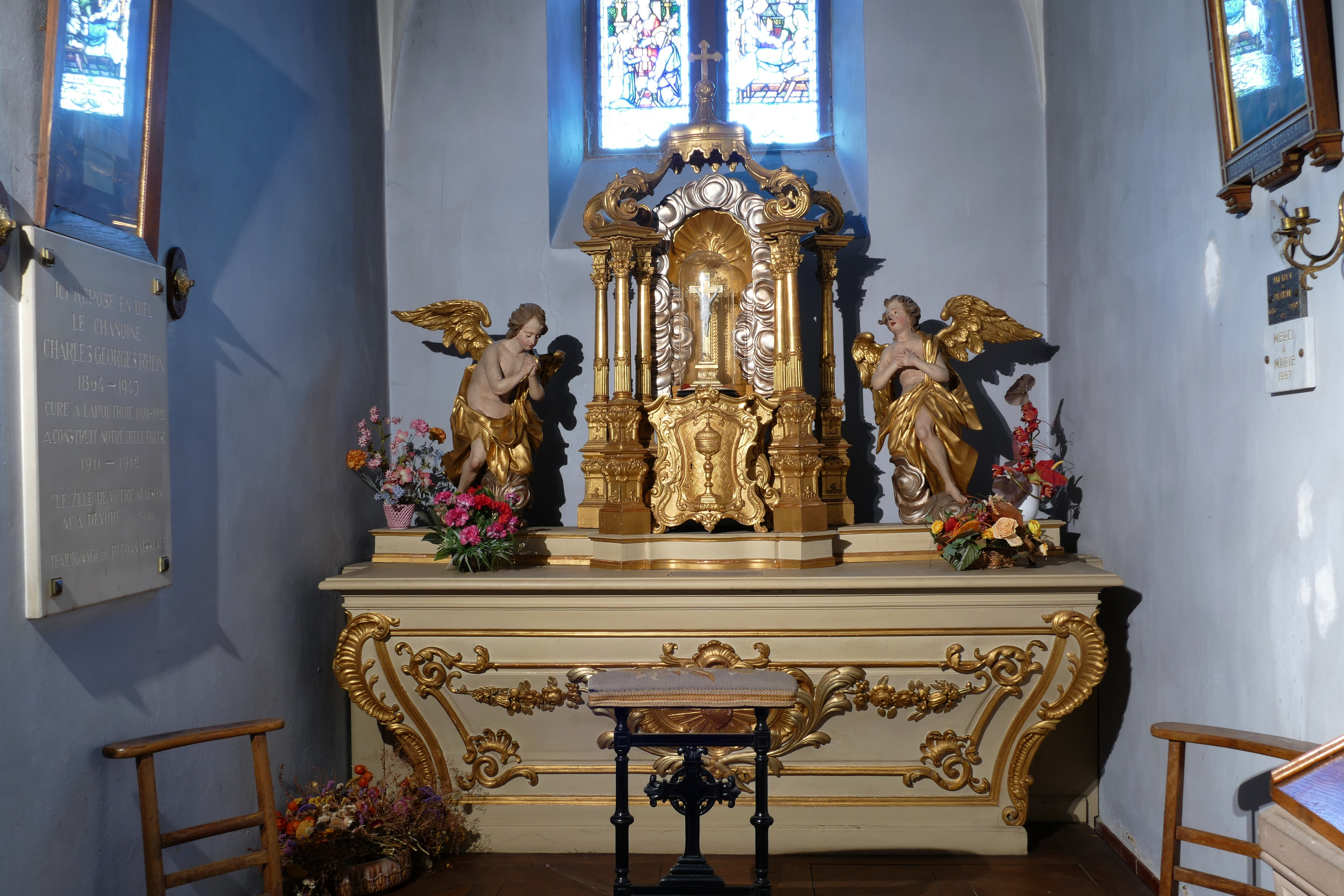
Autel du XVIIIe siècle provenant de l'abbaye de Pairis.
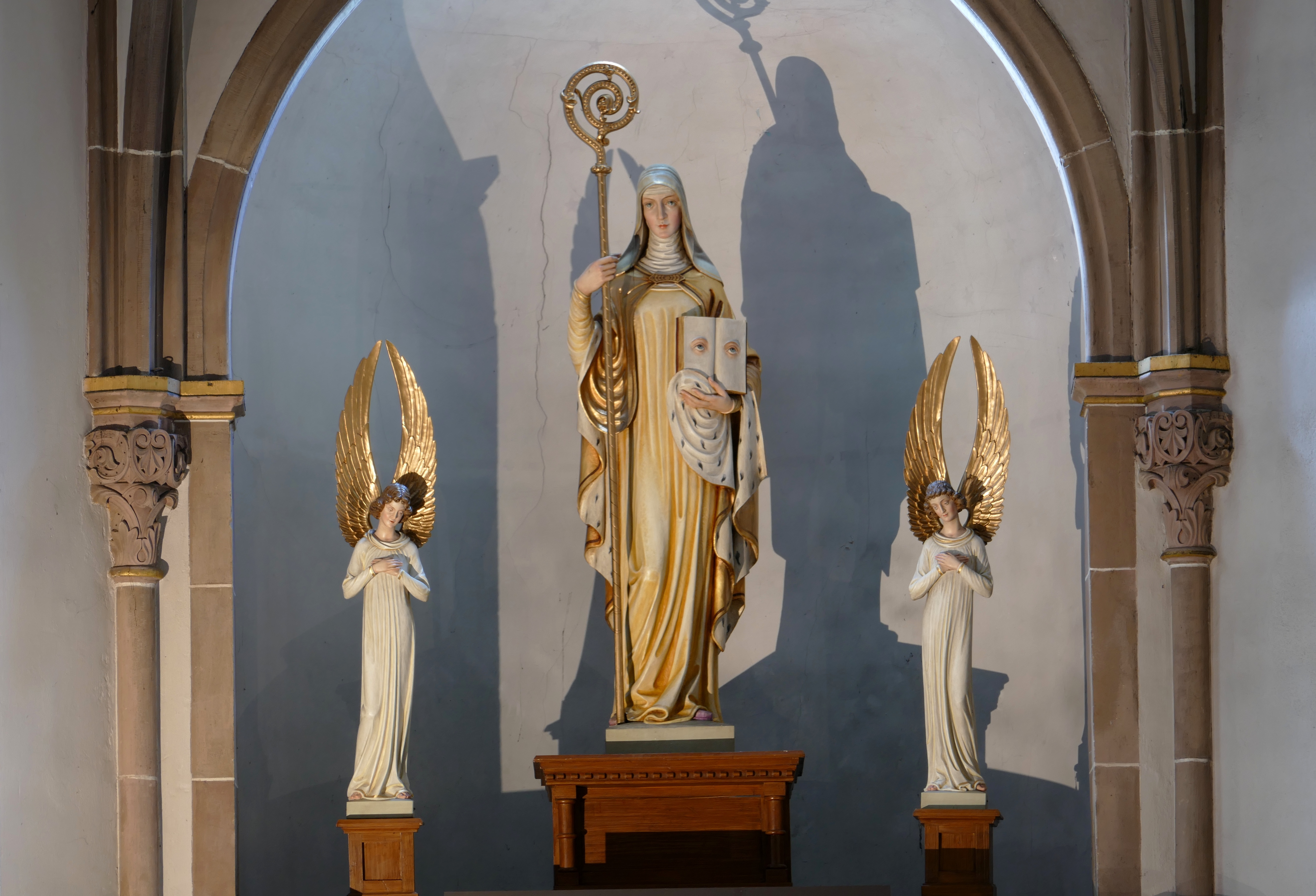
Statues du chœur, sainte Odile entre deux anges (XXe siècle).